# Ручаевка (Запорожская область)
Ручаевка (укр. Ручаївка) — село,
Солнечновский сельский совет,
Запорожский район,
Запорожская область,
Украина.
Код КОАТУУ — 2322188807. Население по переписи 2001 года составляло 314 человек.

## Географическое положение
Село Ручаевка находится на берегу реки Томаковка,
выше по течению на расстоянии в 1,5 км расположено село Широкое,
ниже по течению на расстоянии в 4 км расположено село Михайловка (Томаковский район).
По селу протекает пересыхающий ручей.

## История
- 1883 год — дата основания на месте немецкой колонии Шенгорст.
- В 1945 г. — переименовано в Ручаевку[2]